# Corallus cropanii
Corallus cropanii là một loài rắn trong họ Boidae. Loài này được Hoge mô tả khoa học đầu tiên năm 1953.